# Konföderation von Radom
Die Konföderation von Radom (Polnisch: Konfederacja radomska) war eine Konföderation von Adligen Polen-Litauens, die am 23. Juni 1767 ins Leben gerufen wurde, um Reformen zu verhindern und die Goldene Freiheit zu verteidigen. Sie wurde zudem als katholische Antwort auf die früheren, protestantischen Konföderationen von Sluzk und Toruń gebildet und verfügte über einen Rückhalt von etwa 74.000 Adligen die ihre Unterstützung für die Konföderation von Radom erklärten.
Marschall der Konföderation war Karol Stanisław Radziwiłł, ein weiterer Anführer war der Primas von Polen, Gabriel Podoski. Tatsächlich jedoch war der russische Botschafter in Polen, Nikolai Wassiljewitsch Repnin, der bereits für die Bildung der protestantischen und orthodoxen Konföderationen verantwortlich war, die treibende Kraft hinter dem Bund. Auf sein Drängen schlossen die Konföderierten Frieden mit dem polnischen König Stanisław August Poniatowski und schickten einen Gesandten zur russischen Zarin Katherina II. um sie um den Erhalt und Schutz der Freiheiten Polen-Litauens zu bitten. Er förderte die Unruhen in Polen um die russische Kontrolle über den Staat zu verstärken. Nach dem Repnin-Sejm, in dem Repnin de facto die Gesetzgebung des Sejms diktierte, wuchs der Einfluss Russlands auf Polen-Litauen noch wesentlich stärker.